# Dylan Coghlan
Dylan Coghlan, född 19 februari 1998, är en kanadensisk professionell ishockeyback som spelar för Vegas Golden Knights i National Hockey League (NHL). Han har tidigare spelat för Chicago Wolves i American Hockey League (AHL) och Tri-City Americans i Western Hockey League (WHL).
Coghlan blev aldrig draftad i NHL Entry Draft.

## Statistik
| 2011–2012  | Nanaimo Clippers        | VIBHL      | 38  | 6  | 10  | 16  | 6   | —  | — | —  | —  | —  |
| 2012–2013  | Nanaimo Clippers        | VIBHL      | 34  | 18 | 22  | 40  | 72  | —  | — | —  | —  | —  |
| 2013–2014  | North Island Silvertips |            | 39  | 2  | 17  | 19  | 52  | —  | — | —  | —  | —  |
|            | Nanaimo Clippers        | BCHL       | 2   | 0  | 0   | 0   | 0   | —  | — | —  | —  | —  |
| 2014–2015  | Tri-City Americans      | WHL        | 55  | 2  | 3   | 5   | 16  | 4  | 1 | 2  | 3  | 4  |
| 2015–2016  | Tri-City Americans      | WHL        | 70  | 4  | 20  | 24  | 39  | —  | — | —  | —  | —  |
| 2016–2017  | Tri-City Americans      | WHL        | 71  | 15 | 38  | 53  | 26  | 4  | 0 | 1  | 1  | 2  |
| 2017–2018  | Tri-City Americans      | WHL        | 69  | 17 | 46  | 63  | 65  | 14 | 3 | 11 | 14 | 12 |
| 2018–2019  | Chicago Wolves          | AHL        | 66  | 15 | 25  | 40  | 22  | 7  | 0 | 2  | 2  | 0  |
| 2019–2020  | Chicago Wolves          | AHL        | 60  | 11 | 13  | 24  | 14  | —  | — | —  | —  | —  |
| 2020–2021  | Vegas Golden Knights    | NHL        | 1   | 0  | 0   | 0   | 0   | —  | — | —  | —  | —  |
| NHL totalt | NHL totalt              | NHL totalt | 1   | 0  | 0   | 0   | 0   | —  | — | —  | —  | —  |
| AHL totalt | AHL totalt              | AHL totalt | 126 | 26 | 38  | 64  | 36  | 7  | 0 | 2  | 2  | 0  |
| WHL totalt | WHL totalt              | WHL totalt | 265 | 38 | 107 | 145 | 146 | 22 | 4 | 14 | 18 | 18 |